# Scheuer (Solingen)
Scheuer ist ein Wohnplatz in der bergischen Großstadt Solingen. Die Scheuer war über Jahrzehnte ein Bauernhof mit angeschlossener Fuhrwerksraststätte. Der Ort besaß in der ersten Hälfte des 19. Jahrhunderts als Wohnsitz  und damit automatisch als Amtssitz des Bürgermeisters der Gemeinden Wald und Merscheid zentrale Bedeutung. Bereits vor dem Zweiten Weltkrieg verschwand die Ortsbezeichnung aus dem Stadtplan und ist heute darum nicht mehr gebräuchlich.

## Geographie
Scheuer liegt an der unteren Friedrich-Ebert- beziehungsweise der oberen Weyerstraße (Landesstraße 85) südwestlich des Walder Ortskernes. Das ursprüngliche Hofgebäude befand sich wohl etwa in Höhe der katholischen Kirche St. Katharina. Im Norden liegen Alten- und Wiedenhof, im Osten Wiedenkamp und Mummenscheid. Im Süden befinden sich Rosenkamp mit dem Friedhof sowie Heidufer und Tiefendick, im Westen Weyer und Häuschen.

## Etymologie
Der Ortsname Scheuer kommt in vielen Gegenden vor, die Walder Scheuer wurde auch als An der Schür bezeichnet. Scheuer, Schür sind Synonyme für eine Scheune.

## Geschichte
Über die frühe Geschichte von Scheuer sind einige Details bekannt. Der Hof hatte seinen Namen von einer großen Fachwerk-Scheune, die einer Familie Busch gehörte. Er diente als Raststätte für den Fuhrwerksverkehr und hielt Vorspannpferde für die schweren Lastenfuhrwerke vor, die den steilen Berg der heutigen Weyerstraße vor sich hatten. Außerdem gab es an der Scheuer Stallungen und einen Brandteich, der auch als Pferdeschwemme und -tränke diente. Die heutige Weyerstraße wies bereits in früheren Zeiten als Altstraße zwischen Central und Ohligs, Hilden beziehungsweise Düsseldorf ein erhöhtes Verkehrsaufkommen auf.
Im Jahre 1715 in der Karte Topographia Ducatus Montani, Blatt Amt Solingen, von Erich Philipp Ploennies ist der Ort noch nicht enthalten. Die Topographische Aufnahme der Rheinlande von 1824 verzeichnet ihn als Scheuer und die Preußische Uraufnahme von 1844 als An der Scheuer. In der Topographischen Karte des Regierungsbezirks Düsseldorf von 1871 ist der Hof ohne Namen verzeichnet.
Nach Gründung der Mairien und späteren Bürgermeistereien Anfang des 19. Jahrhunderts gehörte der Ort zum Teil zur Honschaft Merscheid innerhalb der Bürgermeisterei Merscheid, die 1856 zur Stadt erhoben und im Jahre 1891 in Ohligs umbenannt wurde, und zum Teil zur Ersten Dorfhonschaft innerhalb der Bürgermeisterei Wald. Grenzlinie zwischen den beiden Bürgermeistereien war der Verlauf der Benrath-Focher Provinzialstraße (heute die Landesstraße 85, in diesem Abschnitt heute Friedrich-Ebert-Straße bzw. Weyerstraße genannt).
1815/16 lebten zwölf Menschen im Walder und vier im Merscheider Teilort. Im Jahr 1830 werden beide Teilorte als Weiler bzw. Etablissement bezeichnet und zusammen mit 19 Einwohnern aufgeführt, davon 13 zu Wald und sechs zu Merscheid.
In der ersten Hälfte des 19. Jahrhunderts wohnten und arbeiteten an der Scheuer die gemeinsamen Bürgermeister von Wald und Merscheid. Der Merscheider Bürgermeister Peter Daniel Köller übernahm 1817 auch das Bürgermeisteramt in Wald und hatte seinen Amtssitz an der Scheuer. Die gemeinsame Verwaltung beider Gemeinden war darauf zurückzuführen, dass das Gehalt des Bürgermeisters in wirtschaftlich schwierigen Zeiten von einer Gemeinde allein hätte schwerer aufgebracht werden können, so taten sich beiden zusammen. Im Jahre 1837 trat Köllers Nachfolger Franz von Falderen das Bürgermeisteramt beider Gemeinden an, dieser hatte seinen Wohnsitz an der Scheuer. Mit seiner Versetzung aus dem Amt im Jahre 1848 endete auch die gemeinsame Verwaltung beider Bürgermeistereien.
1832 war der Ort zur Hälfte Teil der Zweiten Dorfhonschaft innerhalb der Bürgermeisterei Wald, dort lag er in der Flur I. (Wittkull), und weiterhin zur Hälfte Teil der Honschaft Merscheid innerhalb der Bürgermeisterei Merscheid, Flur V. (Merscheid). Der nach der Statistik und Topographie des Regierungsbezirks Düsseldorf als Hofstadt kategorisierte Ort besaß zu dieser Zeit neun Wohnhäuser (acht zu Wald, eines zu Merscheid) und sieben landwirtschaftliche Gebäude (sechs zu Wald und eines zu Merscheid). Zu dieser Zeit lebten 81 Einwohner im Ort (67 zu Wald, 14 zu Merscheid), davon elf katholischen und 70 evangelischen Bekenntnisses. Die Gemeinde- und Gutbezirksstatistik der Rheinprovinz führt den Ort 1871 mit 71 Wohnhäusern (39 zu Wald und 32 zu Merscheid) und 561 Einwohnern (265 zu Wald, 296 zu Merscheid) auf. Im Gemeindelexikon für die Provinz Rheinland von 1888 werden nur für den Merscheider Teilort 39 Wohnhäuser mit 239 Einwohnern angegeben
Zum 30. August 1893 fanden zwischen den Gemeinden Wald und Ohligs im Einflussbereich des Lochbachtales Grenzkorrekturen statt. So gelangten der Merscheider Teil von Scheuer sowie das nahegelegene Tiefendick und Heidufer unter die Verwaltung der Bürgermeisterei Wald. Mit der Städtevereinigung zu Groß-Solingen im Jahre 1929 wurde Scheuer ein Ortsteil Solingens.